# Eburodacrys hirsutula
Eburodacrys hirsutula là một loài bọ cánh cứng trong họ Cerambycidae.